# Jewfimi Wassiljewitsch Putjatin

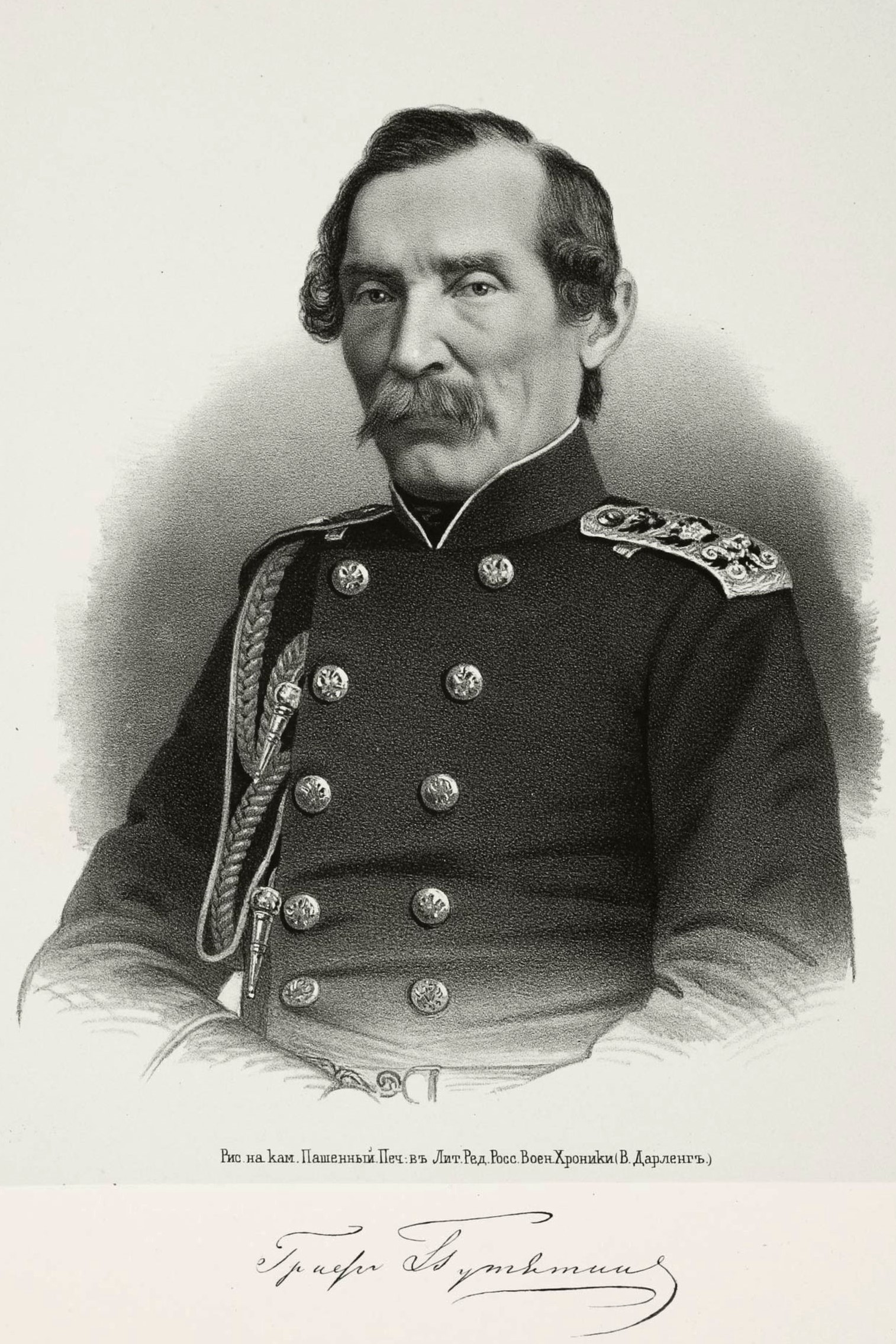
Jewfimi Wasiljewitsch Putjatin

Jewfimi Wassiljewitsch Putjatin (russ Евфимий Васильевич Путятин, wiss. Transliteration Evfimij Vasil'evič Putjatin; * 20. November 1803 in Sankt Petersburg; † 28. Oktober 1883 in Paris) war ein russischer Admiral, Staatsmann und Diplomat.
Russland strebte in den 1850er Jahren – ebenso wie die USA – die Öffnung Japans an und beauftragter Admiral Putjatin mit einer entsprechenden Expedition in den Fernen Osten, die 1852 der Fregatte Pallada von Kronstadt in See stach und über Afrika und China nach Japan führte.
Im Dezember 1855 wurde er Ehrenmitglied der Russischen Akademie der Wissenschaften in St. Petersburg.

## Aufnahme der Handelsbeziehungen mit Japan
Admiral Putjatin verließ am 7. Oktober 1852 Kronstadt und erreichte am 21. August 1853 Nagasaki, den einzigen Hafen, der für den Verkehr mit dem Ausland, genauer, für China und die Niederlande, geöffnet war, und begann mit Verhandlungen. Diese zogen sich in die Länge, da immer vom Gouverneur in Nagasaki Boten nach Edo geschickt werden mussten, um Anweisungen des Tokugawa-Shogunats einzuholen.
Inzwischen war Admiral Perry mit seiner Flotte nach 1853 zum zweiten Mal nach Japan gekommen und hatte wie schon im Jahr zuvor wieder direkt Edo angesteuert, diesmal mit Dampfschiffen. Japan, so unter Druck gesetzt, willigte in Verhandlungen ein, die am 31. März 1854 zum Abschluss des Vertrags von Kanagawa führten. 
Putjatin, der in der Zwischenzeit Shanghai und die Philippinen besucht hatte, begab sich nun nach Edo und konnte am 7. Februar 1855 für die russische Seite den Vertrag von Shimoda und Japan abschließen. 
Putjatin hatte als Sekretär den Beamten und Schriftsteller Iwan Gontscharow mitgenommen, der nach der Reise 1858 einen Bericht unter dem Titel Die Fregatte Pallada veröffentlichte. In dem Buch stellt er humorvoll die Begegnung des kaiserlichen Russlands mit dem – äußerlich – dörflichen Japan samt den diplomatischen Schwierigkeiten dar.

## Bibliographie
- S. Noma (Hrsg.): Putiatin, Evimil Vasil'evich. In: Japan. An Illustrated Encyclopedia. Kodansha, 1993, ISBN 4-06-205938-X, S. 1240.
- Edgar Franz: Philipp Franz von Siebold and Russian Policy and Action on Opening Japan to the West in the Middle of the Nineteenth Century. Deutsches Institut für Japanstudien. Judicium Verlag, München, 2005, ISBN 3-89129-871-4
- Гончаров И. А. — «Фрегат Паллада». — М. Дрофа, 2003. ISBN 5-7107-7264-X (Elektronische Version).
- Русский Биографический Словар, Брокгауз-Евфрон. 1896—1918 гг., стр. 162—164. Статья Н. Кувшинского (Elektronische Version).
- История дипломатии, т. 1, М., 1959.
- 上野 芳江 「プチャーチン提督 －150年の航跡」, 2005. ISBN 4-88595-570-X